# 内眼筋

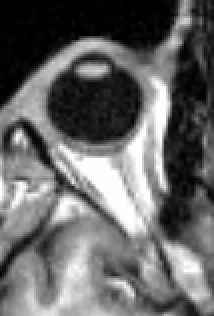
内眼筋および外眼筋のMRI走査画像

内眼筋（ないがんきん、intraocular muscles）とは、視力の焦点を変える筋肉の総称。
次の通り内眼筋に含まれる2つの筋肉がある。
- 虹彩筋
- 毛様体筋